# Flaming (informatique)
Pour les articles homonymes, voir Flaming.
Le flaming, anglicisme traduisible par « messages incendiaires », est une forme de violence numérique consistant à poster des messages insultants et provocateurs (flame baits ou flames)  pour créer un conflit (flame war) sur un groupe de discussion (sur Usenet), un forum (sur un site web), un réseau social, ou une liste de diffusion (par courrier électronique). Il s'agit généralement d'une « engueulade » entre flame warriors ou flamers.
Le flaming n'a jamais pour but d'être constructif, d'éclaircir une situation ou de convaincre quelqu'un. La motivation du flaming n'est pas dialectique mais plutôt sociale ou psychologique. Les « flameurs » essayent de s'imposer par la force, l'intimidation, la dissuasion ou la persuasion  plutôt que par la discussion.
Le flaming est à distinguer du trolling, qui est l'envoi de messages dans le but de créer une controverse interminable. Les deux produisent souvent le même genre de résultat : une baisse notable du rapport signal-bruit du groupe ou de la liste, souvent motivé par l'intention de détourner l'attention du sujet principal.

## Origines
La plus grande flamewar de l'ère numérique est la « guerre des miaou-miaou » (Meow Wars), déclenchée le 9 janvier 1996 par les étudiants d'Harvard du groupe de discussion alt.fan.karl-malden.nose allant semer la zizanie sur le groupe de discussion des étudiants voisins, alt.tv.beavis-n-butthead, en répondant à chaque intervention par « Meow meow bang bang ». Cette guerre fit rage pendant plus d'un an sur tous les groupes de discussion de la hiérarchie alt.* au point de menacer le fonctionnement de Usenet, la communication se faisant à cette époque par le réseau de bas débit RTC,.

## Exemples
Un étudiant gallois a été condamné à 56 jours de prison en mars 2012 pour s'être moqué sur Twitter du footballeur Fabrice Muamba, victime d'un arrêt cardiaque en plein match dix jours auparavant. Alors que le jeune joueur de Bolton venait de s'effondrer sur la pelouse de White Hart Lane, Liam Stacey, 21 ans, avait publié sur le réseau social le message : « LOL. P... Muamba. Il est mort!!! ».
Le commentaire avait déclenché la colère de nombreux utilisateurs de Twitter, auxquels l'étudiant avait répondu par des insultes racistes. Les plaintes des internautes avaient conduit à son arrestation.
Stacey avait expliqué avoir agi sous l'empire de l'alcool. John Charles, le juge du tribunal de Swansea, déclara : « Je n'avais pas d'autre choix que d'imposer votre mise en détention afin de refléter l'indignation suscitée par ce que vous avez fait ».
Sean Duffy, un Britannique de 27 ans, a été condamné à dix-huit semaines de prison et écopé d'une interdiction d'utiliser les réseaux sociaux durant cinq ans. Vivant seul, M. Duffy s'était attaqué à plusieurs pages d'hommages établies par les familles ou amis, les alimentant d'insultes ou de messages menaçants. Il avait aussi créé une fausse page sur le réseau Facebook au nom d'une jeune fille décédée d'une crise d'épilepsie, à partir de laquelle il envoyait des messages d'injures à la mère de la jeune fille.